# Defileul Crișului Alb (sit SCI)
Defileul Crișului Alb este o arie protejată (arie specială de conservare — SAC, sit de importanță comunitară — SCI) din România, desemnată în scopul protejării biodiversității și menținerii într-o stare de conservare favorabilă a florei spontane și faunei sălbatice, precum și a habitatelor naturale de interes comunitar aflate în arealul zonei de protecție. Aceasta se întinde pe o suprafață de 16.562,6 ha, integral pe uscat.

## Localizare
Situl se întinde pe teritoriile administrative ale comunelor Dezna, Dieci, Gurahonț, Hălmagiu, Pleșcuța și Vârfurile din județul Arad.  
Centrul sitului Defileul Crișului Alb este situat la coordonatele 46°18′04″N 22°25′05″E / 46.301147°N 22.418089°E.

## Înființare
Situl Defileul Crișului Alb a fost declarat sit de importanță comunitară (ROSCI0298) în septembrie 2011 pentru a proteja 14 specii de animale. Situl a fost protejat și ca arie specială de conservare în mai 2022.

## Biodiversitate
Situată în ecoregiunea continentală, aria protejată conține 7 habitate naturale: Fânețe de joasă altitudine (Alopecurus pratensis, Sanguisorba officinalis), Păduri de fag Luzulo-Fagetum, Păduri de fag Asperulo-Fagetum, Păduri de stejar și carpen Galio-Carpinetum, Păduri aluvionare cu Alnus glutinosa și Fraxinus excelsior (Alno-Padion, Alnion incanae, Salicion albae), Păduri panonice-balcanice de stejar turcesc - stejar sesil, Păduri de stejar și de carpen dacice.
La baza desemnării sitului se află mai multe specii protejate:
- amfibieni (3): izvoraș-cu-burta-galbenă (Bombina variegata), triton cu creastă (Triturus cristatus), tritonul comun transilvănean (Triturus vulgaris ampelensis)
- mamifere (4): lupul (Canis lupus), vidră de râu (Lutra lutra), râs eurasiatic (Lynx lynx), urs brun (Ursus arctos)
- pești (7): moioagă (Barbus petenyi), hadină (Eudontomyzon danfordi), boarță (Rhodeus amarus), porcușor de nisip (Romanogobio kesslerii), porcușor de șes (Romanogobio vladykovi), câră (Sabanejewia balcanica), fusar (Zingel streber)

Pe lângă speciile protejate, pe teritoriul sitului au mai fost identificate 11 specii de plante.